# Valencià meridional
El valencià meridional és un subdialecte del valencià que es parla al País Valencià, concretament a la Safor, la Costera, la Vall d'Albaida, el Comtat, part de l'Alcoià, la Marina Baixa, La Torre de les Maçanes, la Marina Alta i en la Ribera del Xúquer on no es parla apitxat. La pronunciació vocàlica i consonàntica d'esta zona es sol prendre més o menys com a estàndard del valencià.

## Trets fonètics i morfològics
Font:
- Predomini de la variant perifràstica del passat sintètic: jo aní > jo vaig anar. Excepte a les zones no apitxades de la Ribera i la Safor, i també a alguns pobles de la Marina Baixa.
- Absorció de la i [j] a l'aplec -ix-: [ˈkaʃa] (caixa) en moltes localitats de la Marina Alta, la Safor, el Comtat o l'Alcoià.[2]
- L'article plural masculí esdevé "es" davant substantiu començat per consonant: es bous i les vaques; però pren les formes els, les davant mots començats per vocal: els alacantins i les alacantines.[2]
- Cal remarcar la presència en esta zona d'un altre subdialecte amb característiques peculiars: es tracta del parlar de Tàrbena on es conserva, en el codi familiar, l'article salat: es cotxe. A la Vall de Gallinera també es conservava l'article salat però va desaparéixer a començaments del segle xx.
- Conservació dels grups geminats "l·l/tl" o "nn/tn" en contra dels altres subdialectes del valencià. Encara que en molts llocs hi ha els recursos de "rl", "rn": ametla > [(a)·'mel·la] o [(a)·'mer·la], vetlar > [vel·'lar], cotna > [con·na] o [cor·na].
- Residus en molts llocs de l'ús del verb "ser" com a "trobar-se en un lloc" en comptes de l'ús del verb "estar" com en altres subdialectes valencians.
- Conservació en els municipis de Xaló, Llíber, Senija, Benissa, Teulada, Poble Nou de Benitatxell i a Xàbia de l'antiga geminada [ddʒ] per al dígraf "tg/tj" i sovint vacil·lant a la "j/g". Als pobles de Benissa, Senija i Teulada la "j/g" es manté [ʒ].
- Els pronoms febles es mantenen reforçats, contràriament als altres parlars, fins a produir cacofonies. El pronom feble "et" passa a pronunciar-se "at" (a part de la Marina Alta), "es" (a part de la Marina Baixa i part de l'Alcoià) i "el" (a la resta) i el pronom "em" a "en" o "am". Es mantenen a les dos Marines, la Vall d'Albaida, la Costera i la Safor els pronoms "mos" (ens) i "vos" reflexius (mo'n anem i aneu-vo'n), contràriament a la resta de comarques meridionals i apitxades que s'han convertit en "se" (se n'anem i aneu-se'n). A moltes contrades del valencià meridional existix un recurs molt notable quant a l'expressió "anem-nos-en" que és l'ús de la contracció  'mone o 'némon. (anem-nos-en → anem-mos-en → ane'-mo'n → ane'-mo'n → 'ne-mo'n → 'mo-ne)
- Les "-r" finals solen mantindre's excepte en zones de la Marina Alta i l'Alcoià on són inestables. Les "-r" finals dels enclítics a la costa de les dos Marines s'emmudixen: fer-los > fe-los, anar-se'n > anà-se'n i, en molts llocs, quan el pronom feble comença per vocal s'afegix entre el verb i el pronom una "v": tenir-ho > tení-vo, comprar-ho > comprà-vo, esperant-ho > esperan-vo.
- La desinència de la 1a persona del singular del present d'indicatiu és -e, però hi ha una excepció amb el municipi de la Vila Joiosa on s'observa una moderna gradual transformació a -ec en tots els verbs que tenen la conjugació de primera persona del singular del present d'indicatiu acaben en -e (jo pense → jo pénsec, jo sé → jo sec).

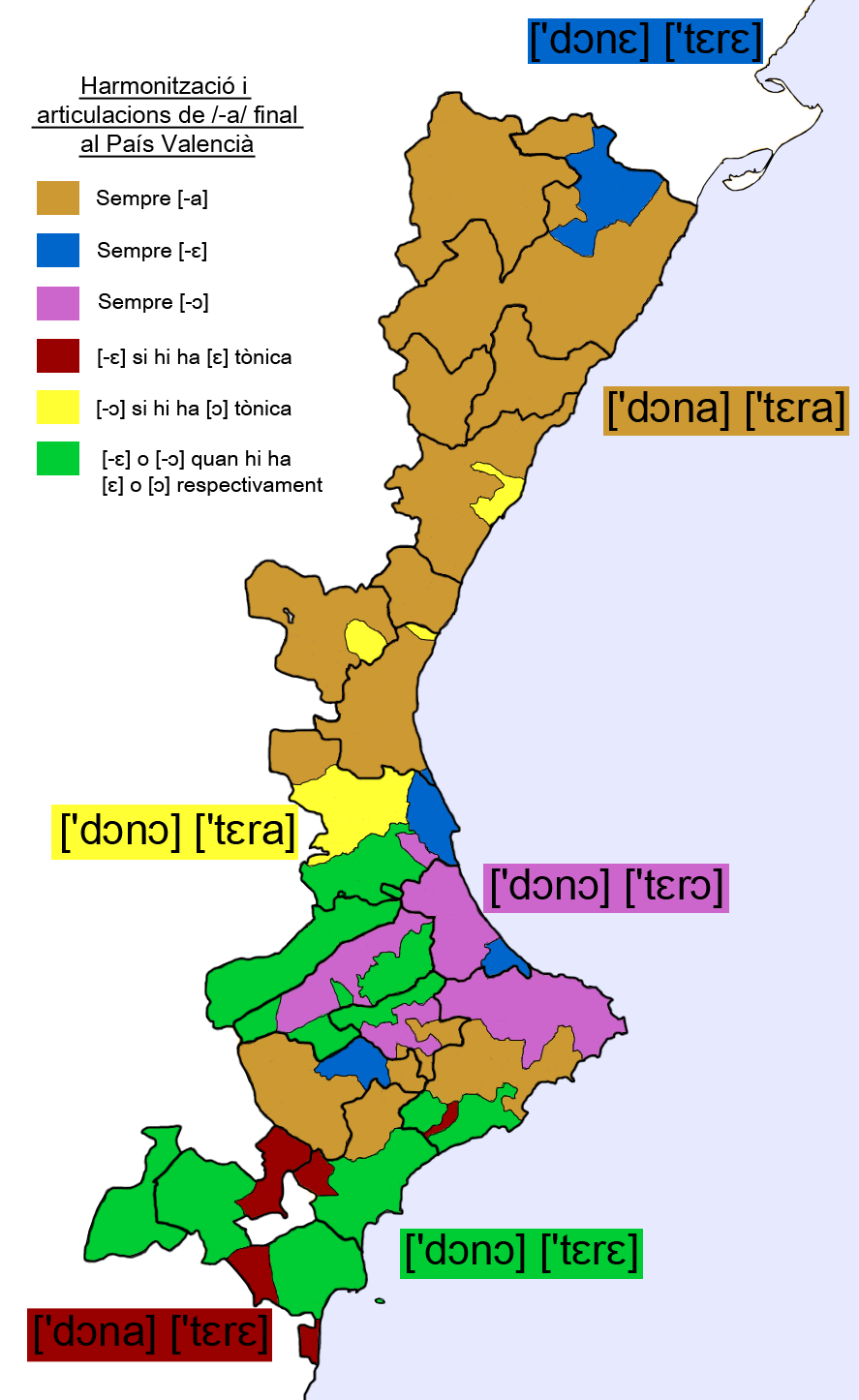
Harmonia vocàlica al valencià

### Harmonització vocàlica
Com al valencià alacantí, hi ha una harmonia vocàlica generalitzada de l'última síl·laba acabada en "a" > [ɛ] i [ɔ]. Al valencià meridional, però, hi ha una zona on no es fa esta harmonització: La Marina Baixa a excepció de Benidorm, La Nucia, Relleu, Orxeta, Finestrat i La Vila Joiosa; la part baixa de la Marina Alta; L'Alcoià a excepció d'Alcoi; alguns pobles d'el Comtat i a La Torre de les Maçanes.
Hi ha quatre possibilitats d'harmonia vocàlica al valencià meridional:
- Sempre [-ɛ] (dona > ['dɔ·nɛ], terra > ['tɛ·rɛ]) la qual ocorre a Oliva, Alcoi, Sueca i Cullera. Esta harmonia és la base del parlar xeu.
- [-ɛ] o [-ɔ] quan hi ha [ɛ] o [ɔ] respectivament (dona > ['dɔ·nɔ], terra > ['tɛ·rɛ]), la qual es localitza als pobles de la Marina Baixa que realitzen l'harmonia, a part del Comtat, part de la Vall d'Albaida i de la Costera i la part baixa de la Ribera Alta.
- Sempre [-ɔ] (dona > ['dɔ·nɔ], terra > ['tɛ·rɔ]) la qual ocorre a la part de la Marina Alta que harmonitza, part del Comtat, la Safor a excepció d'Oliva, part de la Vall d'Albaida i alguns pobles de la Ribera Baixa.
- [-ɛ] quan hi ha [ɛ] (dona > ['dɔ·na], terra > ['tɛ·rɛ]). Este tret només ocorre a la població d'Orxeta.